# 欽加薩國家自然公園
欽加薩國家自然公園（西班牙語：Parque nacional natural Chingaza），是哥倫比亞的國家公園，位於該國中部昆迪納馬卡省和梅塔省，處於哥倫比亞東部山脈，成立於1977年6月6日，面積766平方公里。